# Осениго (Верона)
Осениго је насеље у Италији у округу Верона, региону Венето.
Према процени из 2011. у насељу је живело 173 становника. Насеље се налази на надморској висини од 148 м.